# سن-مرتان-لتم
شهر سن-مرتان-لتم (به فرانسوی: Sint-Martens-Latem) در شهرستان گان  در استان فلاندری شرقی  در منطقه فلاندری در کشور بلژیک واقع شده‌است.

## نگارخانه

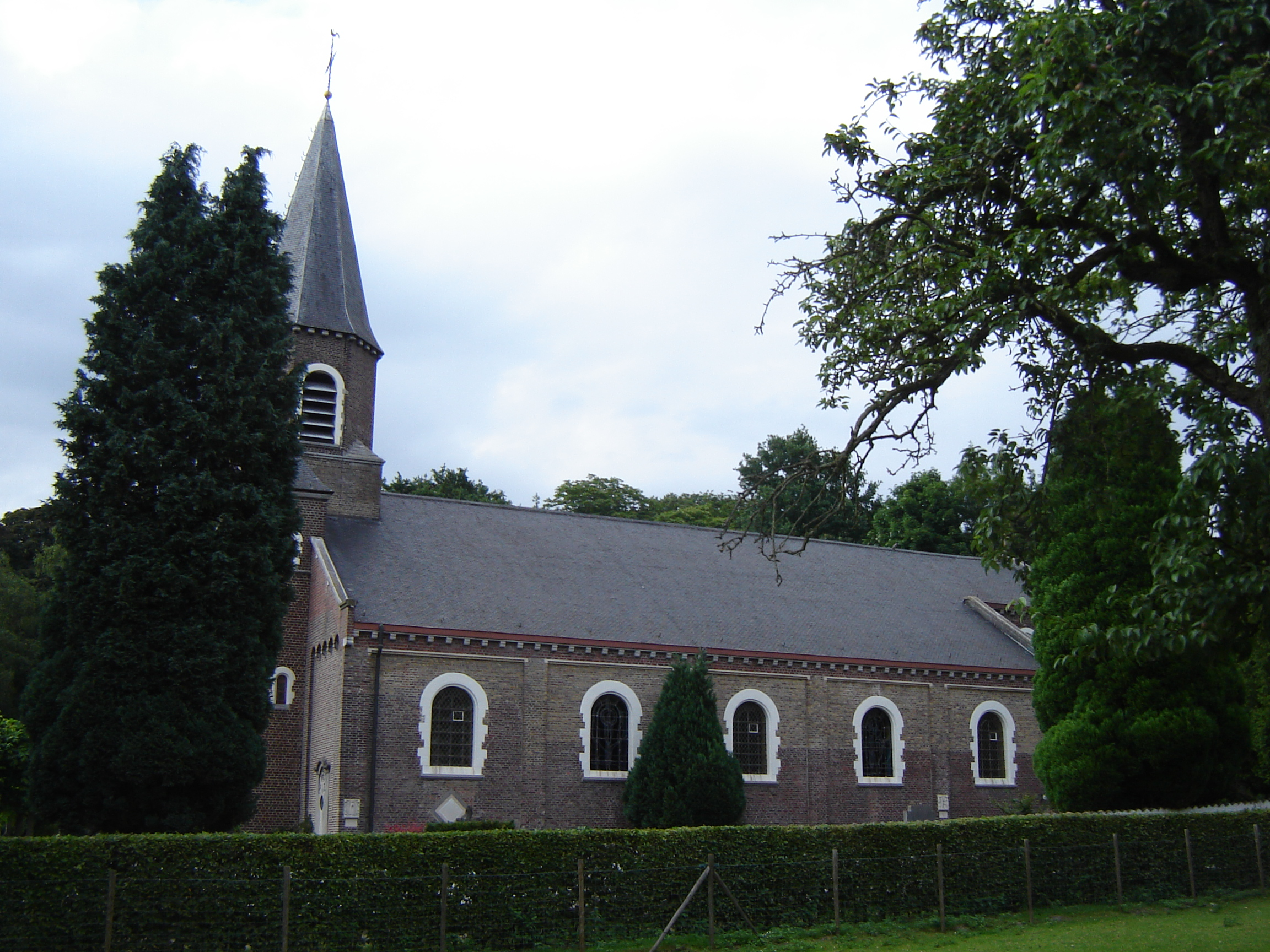
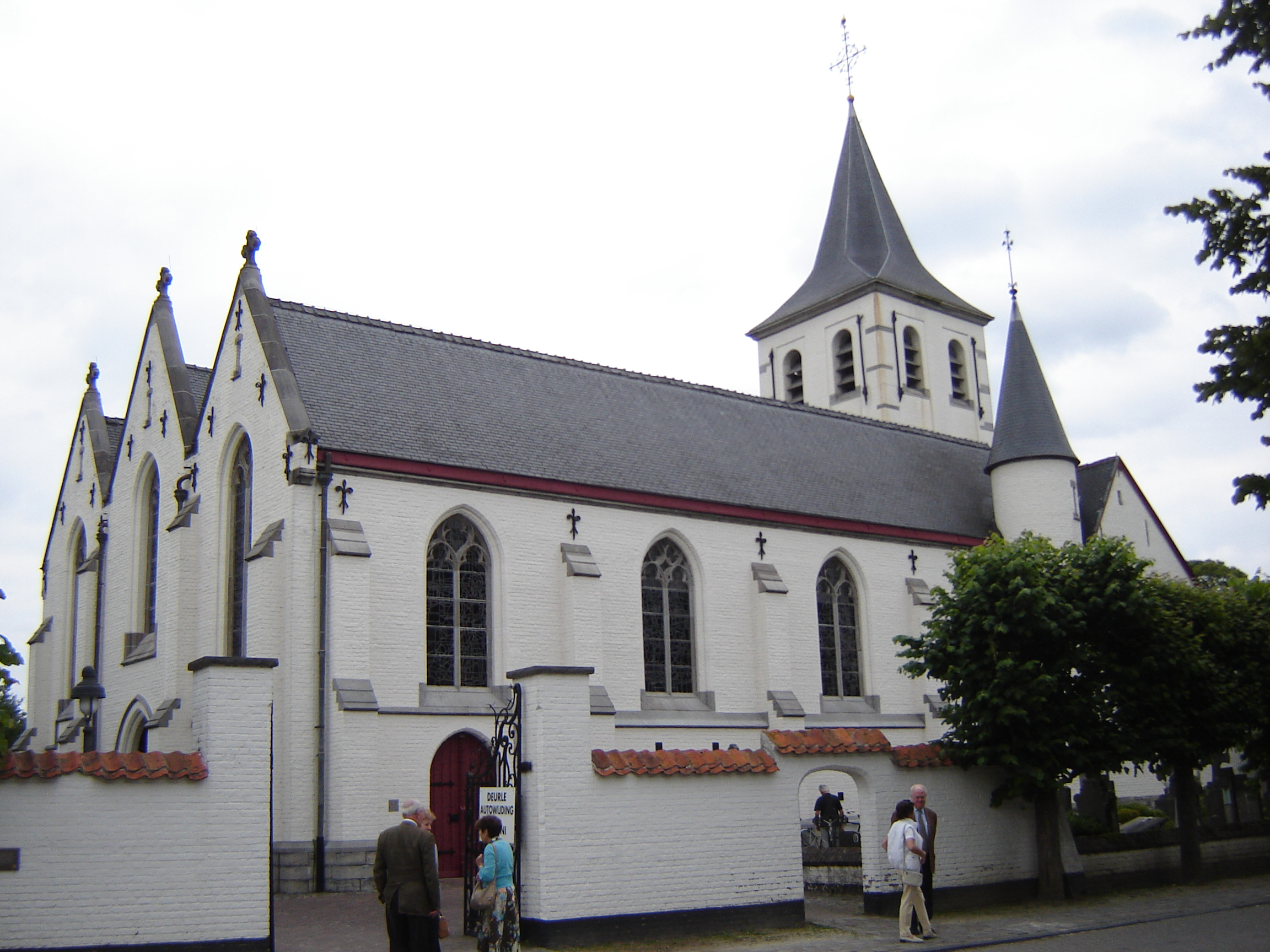
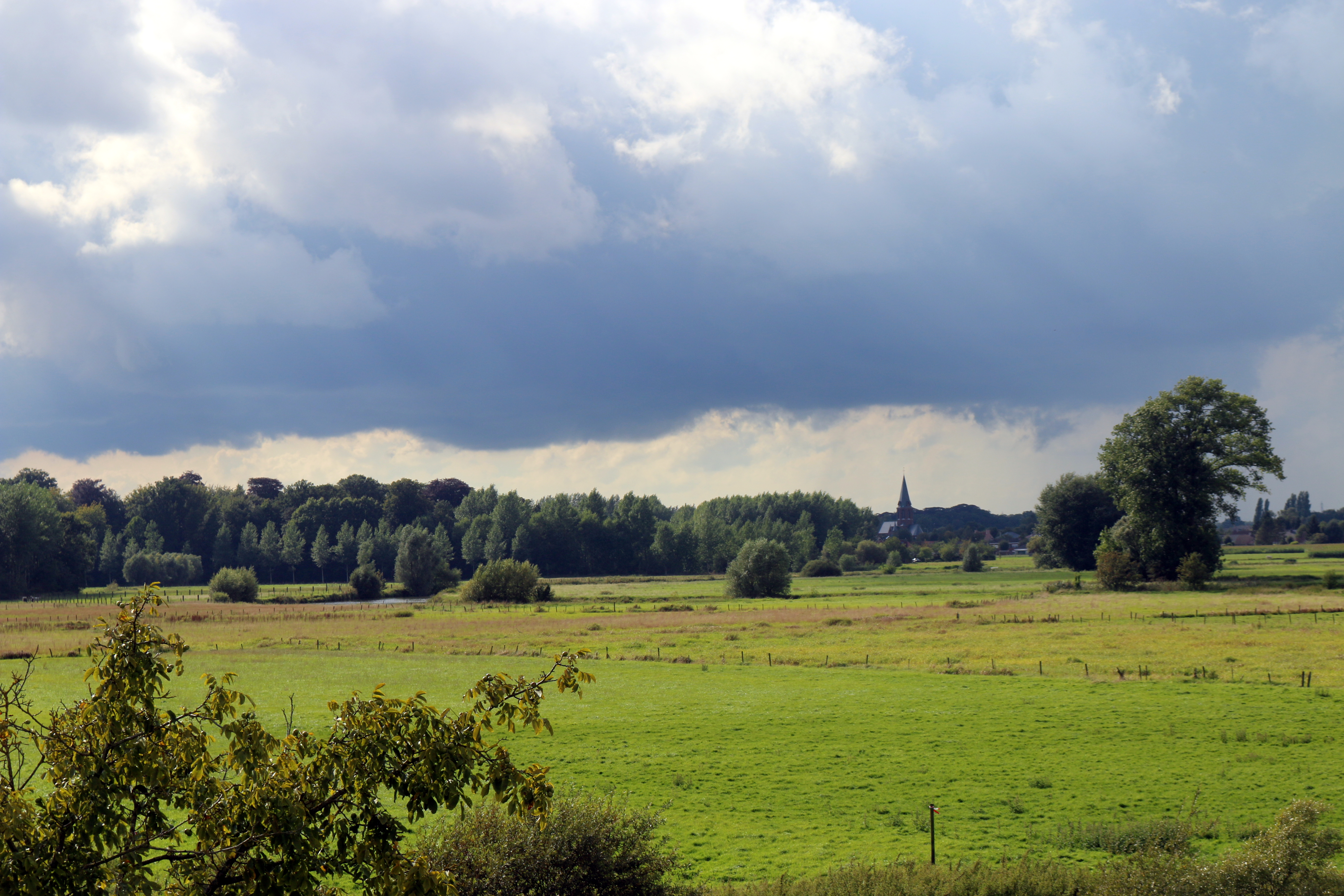
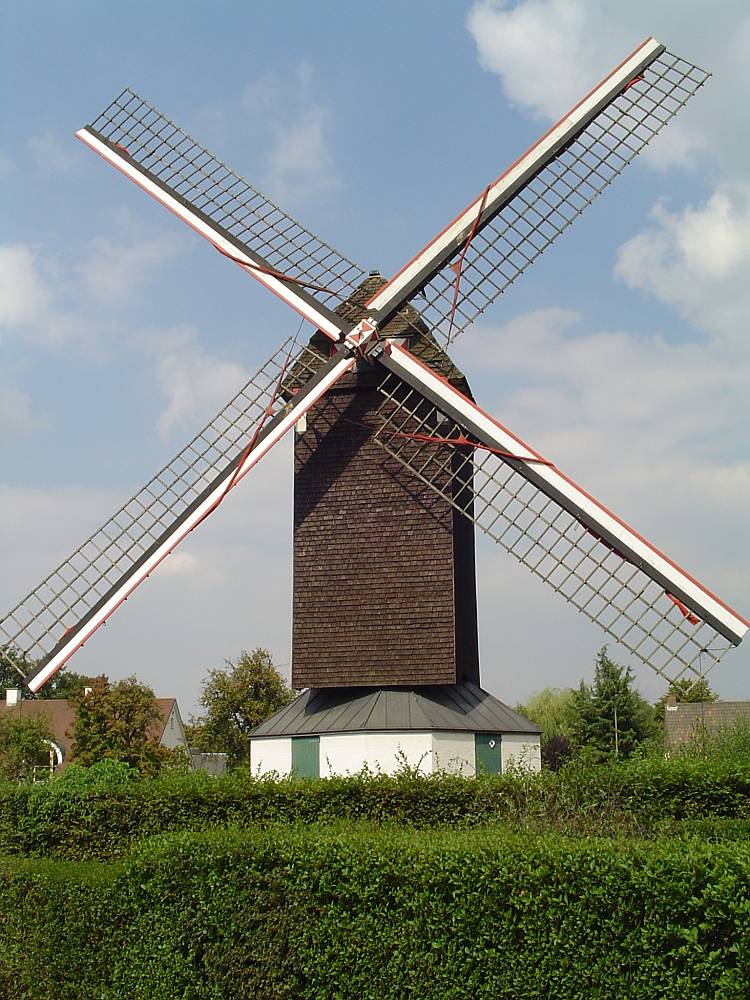